# Ekeskogs kyrka

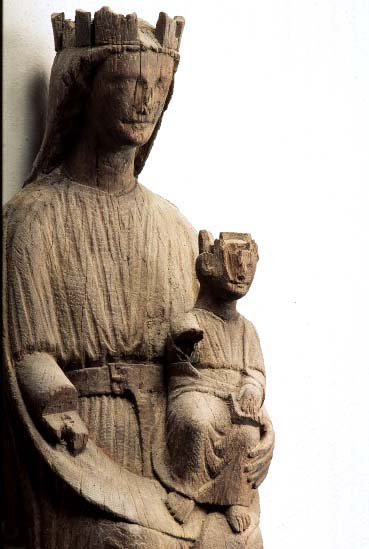
Ekeskogsmadonnan, 1200-tal.

Ekeskogs kyrka är en kyrkobyggnad som sedan 2002 tillhör Fägre församling (tidigare Ekeskogs församling) i Skara stift. Den ligger i kyrkbyn Ekeskog i Töreboda kommun.

## Kyrkobyggnaden
Ursprungliga kyrkan uppfördes på medeltiden. Den utvidgades 1698 åt öster och nuvarande tresidiga kor tillkom. År 1729 dekormålades kyrkorummets platta innertak av kyrkmålare Olof Collander. Fönstren förstorades och en ingång till koret togs upp 1805. Nuvarande sakristia av sten, norr om koret, tillkom troligen 1843. 
En omfattande renovering genomfördes 1937 efter program av arkitekt Axel Forssén. Ett trävapenhus i väster revs och nya portar av ek sattes in. Korfönstret försågs med glasmålning av Yngve Lundström.
Söder om kyrkans kor finns en klockstapel som sannolikt är från 1700-talet. Stapeln är konformad och klädd med rödmålad locklistpanel. I stapeln hänger två klockor. Stora klockan är från 1500-talet och saknar inskription. Lilla klockan är omgjuten 1752 av Nils Billsten i Skara. 

## Inventarier
- Dopfunten är från medeltiden och har cylindrisk cuppa.
- Predikstolen tillverkades 1742 av Johan Flodström från Skövde och övertogs 1767 från Tibergs rivna kyrka.
- På norra korväggen finns en madonnaskulptur från 1200-talet utförd i ek. Höjd 94 cm. Den brukar kallas Ekeskogsmadonnan. Jungfru Maria bär Jesusbarnet på vänster knä och de är skurna tillsammans.[1]
- På södra väggen finns tre skulpturer. En skulptur föreställer Johannes döparen med skägg och bok.[2] I mitten finns en stående madonna från 1400-talet, höjd 90 cm, där Maria och Jesus är skurna ur samma stycke av lövträ.  Västra skulpturen föreställer aposteln Andreas (apostel) hängande på ett X-format Andreaskors.[3]
- Altartavlan är utförd 1715 av Börje Löfman och består av ett skulpterat krucifix.
- Av kyrkans klockor är storklockan av medeltida typ men saknar inskrift.[4]

## Orgel
- 1868 byggdes en orgel med fyra stämmor och en manual av Erik Adolf Setterquist i Örebro.
- Nuvarande orgel på läktaren är en pneumatisk orgel med åtta stämmor fördelade på två manualer och pedal tillverkad 1959 av Nordfors & Co.[5]

| Huvudverk (I) (C-g3) | Svällverk (II) (C-g3) | Pedal (C-d1) | Koppel |
| -------------------- | --------------------- | ------------ | ------ |
| Rörflöjt 8'          | Lieblich Gedackt 8'   | Subbas 16'   | II/I   |
| Principal 4'         | Flöjt 4'              |              | I/P    |
| Kvintadena 2'        | Principal 2'          |              | II/P   |
| Mixtur 3 chor        | Scharf 2 chor         |              |        |
|                      | Crescendosvällare     |              |        |

## Bilder

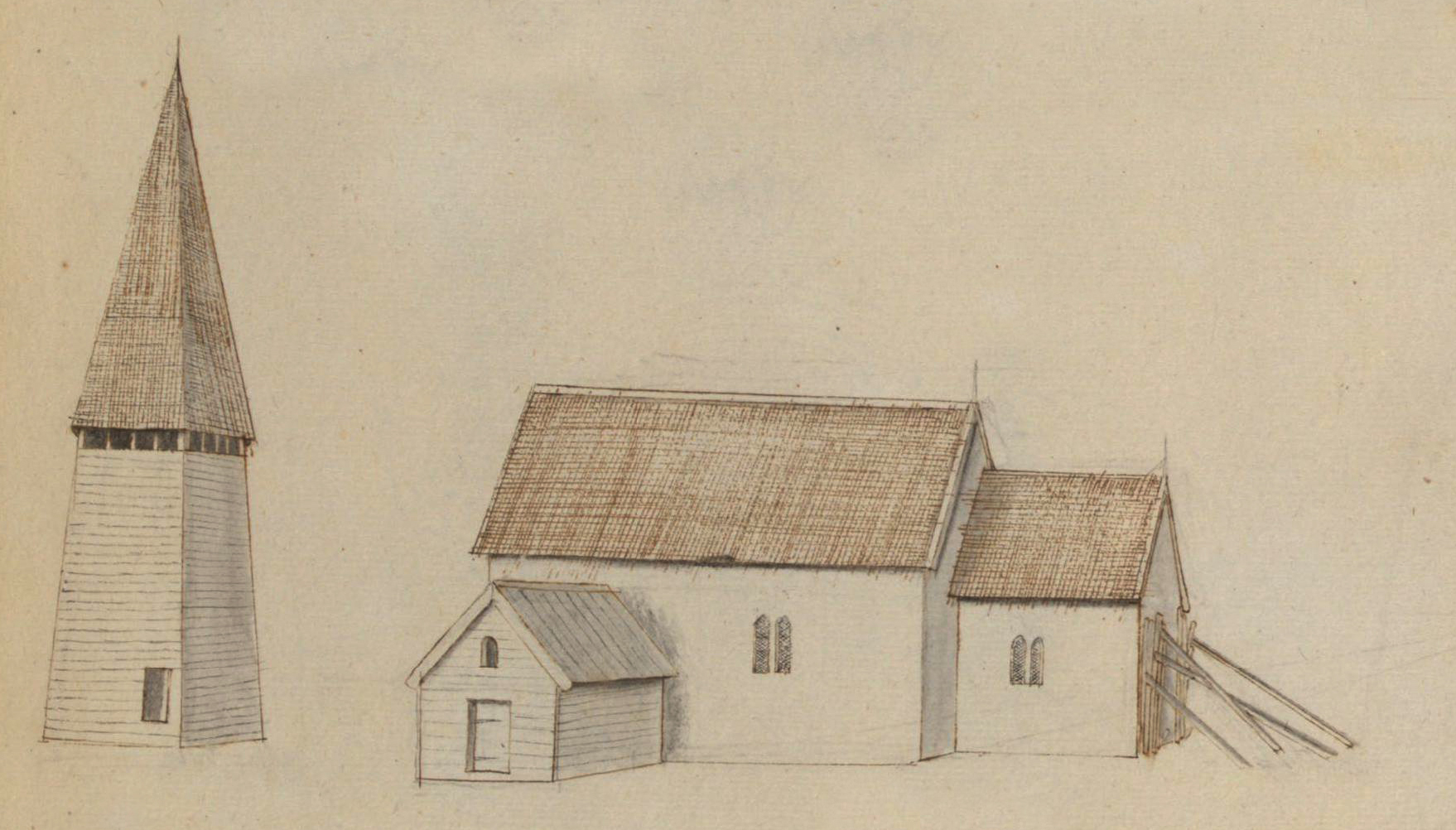
Kyrkan på teckning omkring 1670.
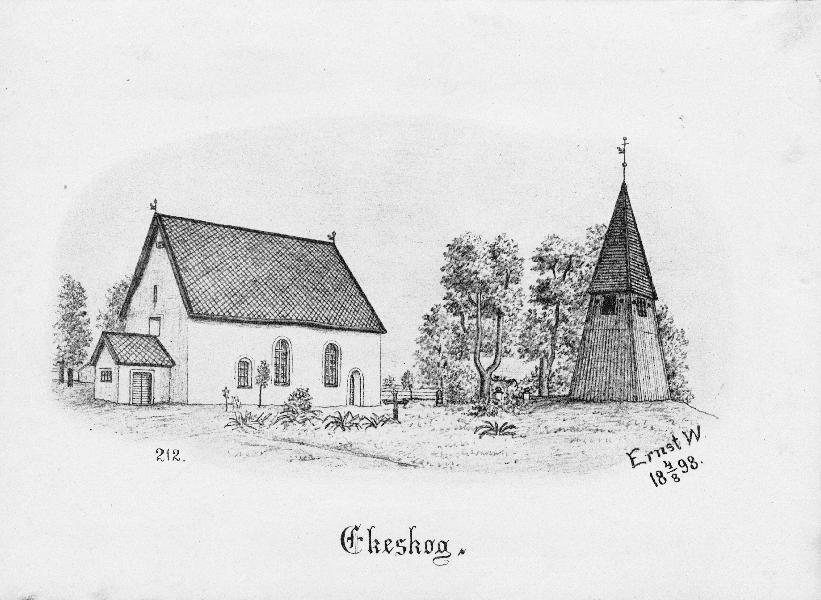
Kyrkan på teckning från 1898
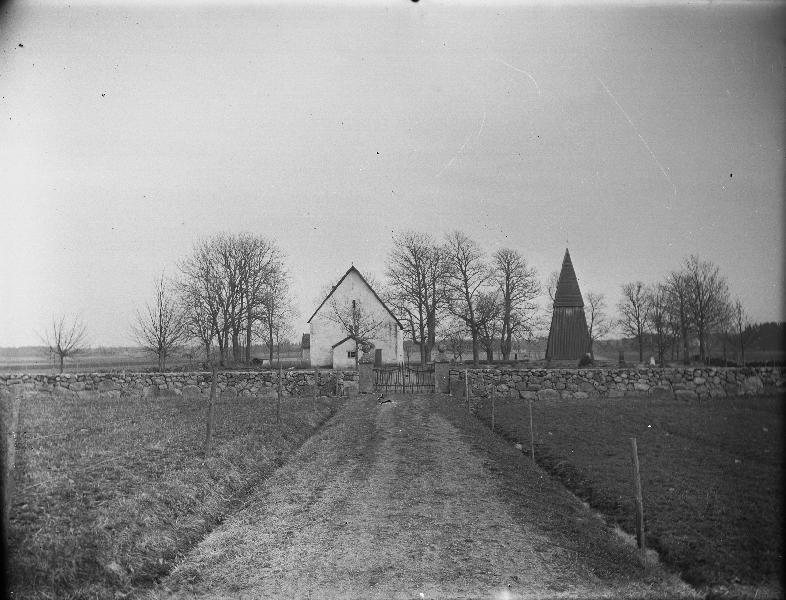
Kyrkan och dess omgivning från väster (1930-tal)
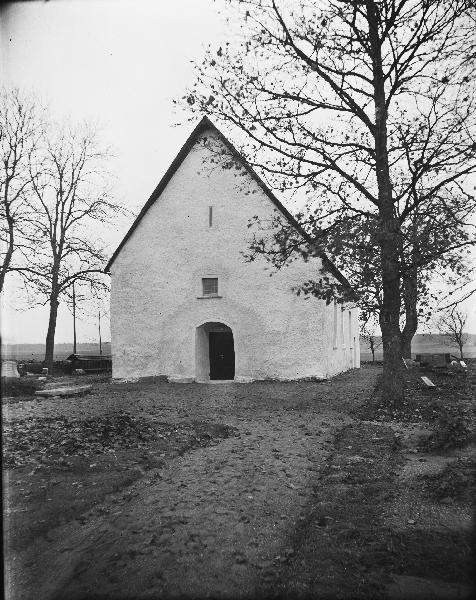
Kyrkan från väster
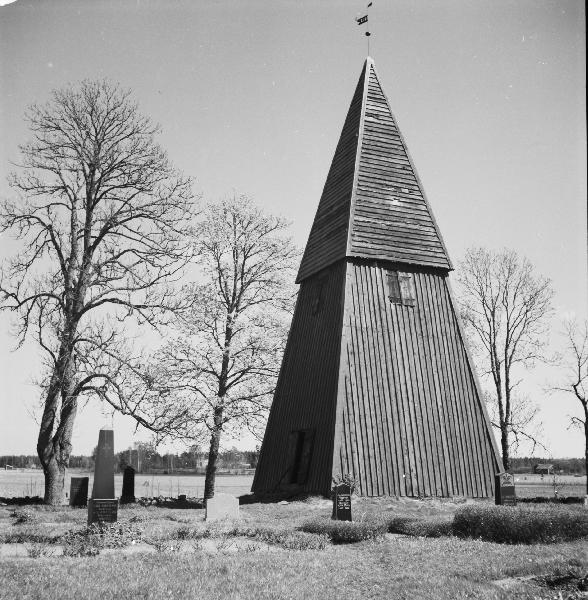
Klockstapeln
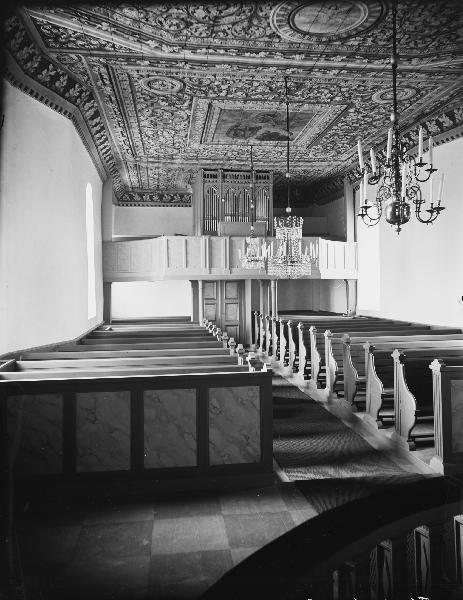
Interiör. Foto: Axel Forssén

### Skulpturer[2]
- Madonnan i ek från 1200-talet är tillverkad i regional verkstad i Västergötland.
- Johannes döparen är lätt att ta miste på då han saknar sina vanliga attribut,  men djurhuvudet (kamel) mellan fötterna identifierar gestalten - enligt evangelisterna gick Johannes klädd i en mantel av kamelhår, vilket medeltida bildhuggare uppfattade som en kamelpäls. Även denna skulptur är gjord i Västergötland.
- Andreas är tillverkad av lövträ i Västergötland på 1400-talet.
- Madonnan från 1400-talet är också hon gjord i Västergötland. Madonnan är monterad mot en stabil furuplanka, hon "bäres" av två gestalter, ett krönt kvinnligt helgon och ett manligt helgon, vilka båda förlorat sina attribut, över madonnan två änglar vilka förlorat sina vingar; sammanställningen är unik och dess ursprungliga funktion okänd. Hela montaget är 1810 mm högt

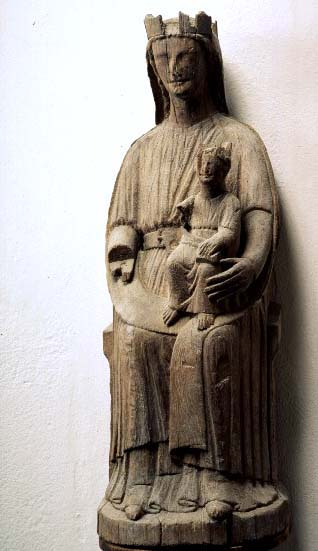
Madonnan från mitten av 1200-talet
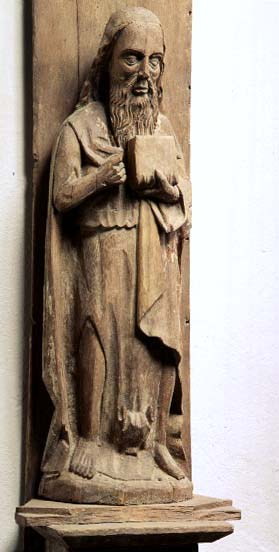
Johannes döparen från 1400-talets andra halva.
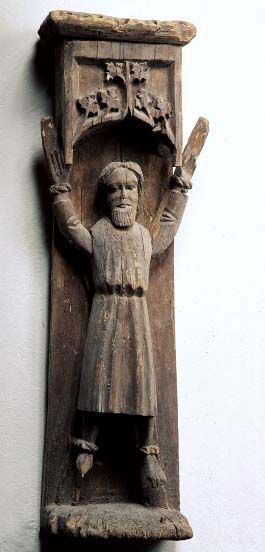
Andreas, 1400-tal
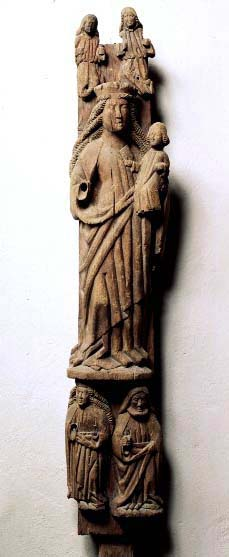
Madonna med två helgon, 1400-tal.
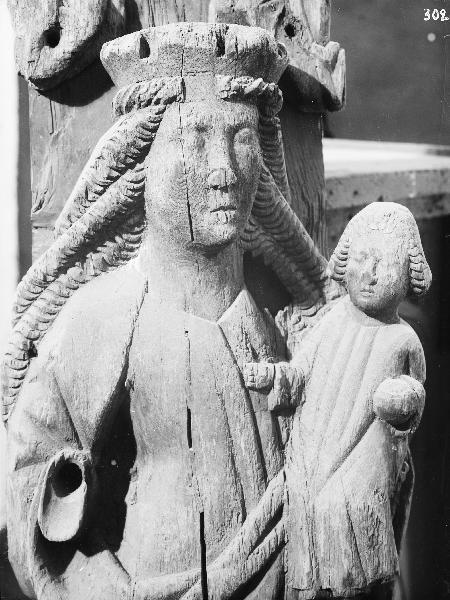
Madonna, 1400-tal, detalj.
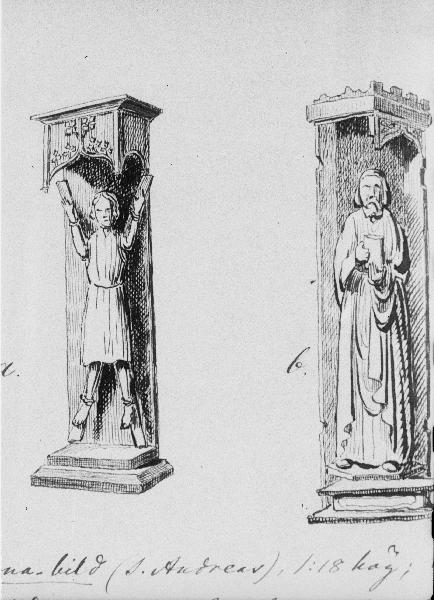
Teckning av P A Säve 1862.
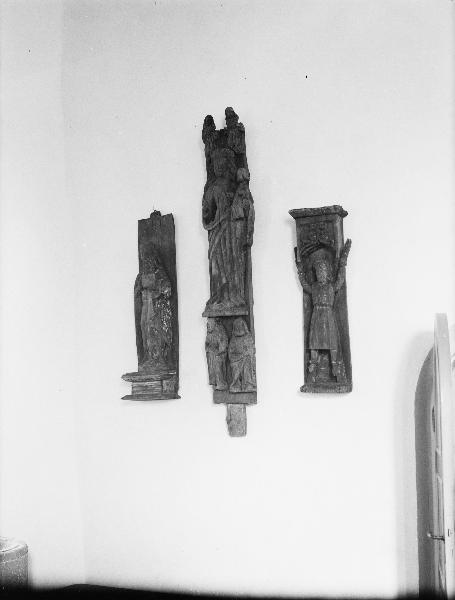
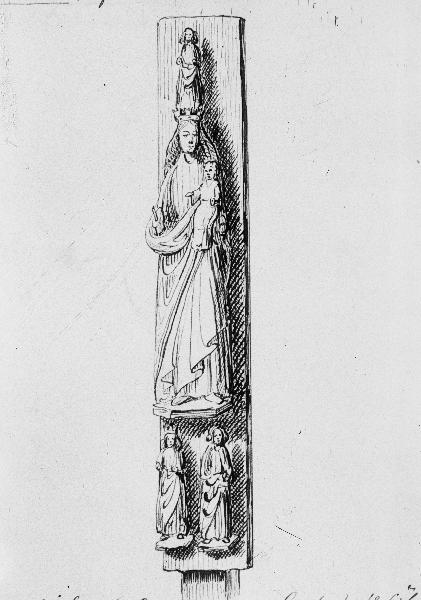
Teckning av P A Säve 1862 (endast en ängel på teckningen)